# Notarijat
Notarijat ili notarska služba nastala je još u rimsko doba. Naziv notar potiče od latinske riječi notarius, što znači pisar. Ovaj pojam prvi puta susrećemo u Justinijanovom kodeksu. U 10. stoljeću dolazi do razvoja notarijata na području Italije. Notarijat u današnjem smislu nastaje za vrijeme vladavine cara Fridrika Barbarosse i pape Aleksandra III u 12. stoljeću. Potpuni razvoj notarijata možemo uočiti u Italiji u 15. stoljeću.
Grupe suvremenih notarijata:
- latinski;
- anglo-američki;
- skandinavski notarijat.

## Vanjske poveznice
- Kratka povijest notarijata u Hrvatskoj